# الغرفة التجارية الصناعية بالباحة
الغرفة التجارية الصناعية بالباحة تعود نشأة الغرفة إلى عام 1403هـ، حيث انبثقت فكرة تأسيس على يد مجموعة كريمة من أعيان وتُجَّار ومواطني المنطقة، بعد أن كان القطاع الخاص بالباحة تابعاً للغرفة التجارية الصناعية بمحافظة الطائف. وما أن خرجت الفكرة إلى حيز التنفيذ حتى لاقت المباركة والتأييد من معالي أمير الباحة ـ آنذاك ـ عبد العزيز بن إبراهيم البراهيم – يرحمه الله-.

وعلى ضوء ذلك صدر قرار وزير التجارة رقم 511 وتاريخ 12/11/ 1403هـ بالموافقة على تشكيل لجنة تمهيدية لتأسيس الغرفة برئاسة الشيخ عبد العزيز بن عبد الهادي – يرحمه الله- وعضوية الشيخ عثمان أحمد آل سويعد والأساتذة صالح الرديف – يرحمه الله- ويحيى الفقيه – يرحمه الله- ومساعد أحمد المعجب – يرحمه الله- وأحمد عبد الله الونان. وشرعت هذه اللجنة في الاتصال بالتُجَّار والتنسيق معهم لإكمال كافة الإجراءات والخطوات التمهيدية لتأسيس الغرفة بما في ذلك جمع التبرعات والمساهمات المادية والعينية اللازمة.

وبدأت الغرفة في مزاولة نشاطها وتقديم خدماتها اعتباراً من غرة شهر صفر 1404هـ، وذلك في دار مؤجرة لمدة ست سنوات تقريباً، ثم انتقلت بعدها إلى مبناها الخاص عام 1410هـ، الواقع على طريق غابة شهبة في مدينة الباحة. كما تم افتتاح فرع للغرفة بمحافظة بلجرشي عام 1407هـ، في دار مؤجرة كذلك، وما لبثت أن انتقل الفرع إلى مبناه الحالي الذي شيدته الغرفة عام 1414هـ كما تم افتتاح فرع للغرفة بمحافظة المخواة عام 1416هـ الذي استمر في خدمة منتسبي القطاع الخاص في تهامة على مدى 12 عاماً حتى انفصال الفرع وتحويله إلى غرفة مستقلة بنفسها ـ الغرفة التجارية الصناعية بمحافظة المخواة ـ عام 1428هـ.

والراصد لهذه المسيرة الممتدة لا بد له أن يقف بكل الإعزاز والتقدير لتسجيل صوت شكر وتقدير للرجال المخلصين الذين حملوا على عاتقهم مهمة التأسيس والعمل بكل أمانة وإخلاص حتى برزت الغرفة إلى حيز الوجود كواحدة من منارات النهضة بمنطقة الباحة، وكعلامة فارقة في تجربة مجتمع الأعمال بالمنطقة ومشاركته الفاعلة في خدمة المنطقة وتنميتها.

## نشأتها
أنشئت الغرفة التجارية الصناعية بالباحة  بعد صدور قرار معالي وزير التجارة سليمان بن عبد العزيز السليم رقم 511 وتاريخ 12/11/1403هـ الموافق 12/8/1983 مـ بالموافقة على تشكيل لجنة تمهيدية لتأسيس الغرفة وشرعت هذه اللجنة في الاتصال بالتجار والتنسيق معهم حتى بدء النشاط الفعلي للغرفة في غرة شهر صفر 1404هـ في دار مؤجرة بمدينة الباحة كخطوة أولى تتابعت بعدها خطوات الانجازات الأخرى. بلغ عدد المنتسبين المقيدين في سجل عضوية الغرفة عند التأسيس 812 منتسباً.

قائمة الشرف الخاصة بتأسيس الغرفة يتصدرها 48 مؤسساً من كبار الأعيان ورجال الأعمال بالباحة على رأسهم الشيخ محمد العلي الحمراني، والشيخ عثمان بن عبد العزيز صقر، والشيخ عبد العزيز عبد الهادي مبارك – يرحمه الله- والشيخ عثمان أحمد سويعد.

## رؤية الغرفة
تحرص غرفة الباحة على رعاية مصالح منتسبيها من قطاع الأعمال ومجتمع الباحة للرقي باقتصاد المنطقة الغربية. وشهدت الغرفة العديد من التطورات والتوسعات على المستويين الإداري والتنظيمي لتحسين الخدمات للمشتركين ومن أبرز مؤشرات التطور امتدادها إلى مختلف محافظات المنطقة، لتقدم خدماتها لرجال الأعمال في فروعها

## خدمات الغرفة
وتحرص الغرفة على تزويد القطاع الخاص بالعديد من الخدمات تتمثل في:

### خدمات اقتصادية
- اقتراح حلول عملية للمساعدة في اتخاذ القرار الاقتصادي السليم
- والتنظيم الدوري للملتقيات والمنتديات الاقتصادية
- واستضافة الوفود الأجنبية، وتوثيق العلاقات بالجهات المناظرة محلياً وعالمياً
- وتوفير خدمات المعلومات والبحوث والدراسات والترجمة
- وتقديم المشورة حول القضايا الاقتصادية
- وتقديم التوصيات والمقترحات لتطوير الأنظمة التجارية والاقتصادية
- وتنظيم المعارض الدولية لخدمة القطاعات الاقتصادية.

### خدمات الاشتراكات
- خدمة التصاديق
- خدمة التواقيع
- خدمات تجارية
- خدمة الفريق الاستشاري
- مكتب الخدمات الخاصة (VIP)
- التكافل التعاوني

### خدمات عامة
- خدمات المنشآت الصغيرة
- خدمات قانونية
- خدمات الحجز
- خدمات معلوماتية
- البرامج التدريبية والتطويرية
- خدمات التوظيف

## رئاسة الغرفة
تعاقب على رئاسة مجلس إدارة الغرفة سبعة رؤساء من رجال الأعمال المشهود لهم بالكفاءة والوطنية وهم:
1. الشيخ / عبد العزيز بن عبد الهادي الغامدي
2. الشيخ / عثمان بن أحمد آل سويعد الغامدي
3. الأستاذ / أحمد بن عبد الله الونان
4. الأستاذ / سعيد بن علي صالح العنقري
5. الشيخ / سعد علي بن زومة
6. الأستاذ / عبد الله مساعد آل معجب
7. الشيخ / أحمد بن علي الشدوي
8. الشيخ / احمد عبد الله العويفي
9. الأستاذ/ صالح بن علي آل محفوظ (الرئيس الحالي)

## انجازات الغرفة
- تأمين أول جهاز حاسب آلي لقسم الانتساب بالغرفة عام 1407هـ بتبرع كريم من الشيخ محمد علي الحمراني، وكلف 150 ألف ريال.
- تشييد المبنى الرئيسي للغرفة بالباحة بتكلفة مليون وأربعمائة ألف ريال.
- تشييد مبنى فرع الغرفة ببلجرشي بتكلفة مليون ريال
- افتتاح أول مركز للتدريب بالغرفة في 14 /06/ 1414هـ.
- تنفيذ أول معرض للصناعات الوطنية 19 صفرـ 4 ربيع الأول 1415هـ ـ بلجرشي.
- تنفيذ أول معرض للمنتجات الاستهلاكية 4-14 ربيع الآخر 1417هـ بالمدينة الرياضية بالباحة.
- تنظيم ندوة الزحف العمراني على الأراضي الزراعية بالباحة 12-15 جمادى الآخرة 1416هـ.
- تنظيم ندوة الاستثمار السياحي 27-28من ذي الحجة 1416هـ.
- تنظيم ندوة مناخ وفرص الاستثمار الصناعي بالباحة 29-30 جمادى الأولى 1418هـ.
- توقيع الغرفة التجارية الصناعية اتفاقية تعاون مع البريد السعودي بالباحة[4]
- ربط الغرفة التجارية الصناعية في الباحة بنظام «سجلاتي» [5]

## إصدارات الغرفة
- صدور أول عدد من مجلة الباحة شهر رمضان 1405هـ.وهي مجلة اقتصادية دورية تصدر عن الغرفة التجارية الصناعية بالباحة ويتم طباعتها ونشرها من قبل شركة فكرة للطباعة والنشر
- إصدار أول دليل تجاري عام 1406هـ.
- إصدار أول دليل سياحي عام 1406هـ.

## معلومات الاتصال بالغرفة
- العنوان:طريق شهبة- ص. ب. 311 الباحة 65525 المملكة العربية السعودية [6]
- هاتف: 00966-17-7250042
- فاكس: 00966-17-7270146
- موقع الكتروني: http://bcci.org.sa/

## غرف تجارية سعودية أخرى
- الغرفة التجارية الصناعية بالرياض
- الغرفة التجارية الصناعية بجدة
- مجلس الغرف السعودية
- الغرفة التجارية بمنطقة القصيم

## وصلات خارجية
- إدارة الغرف التجارية الصناعية
- مجلس الغرف السعودية
- موقع غرفة الباحة الرسمي
- الموقع الإلكتروني لمجلة الباحة